# Алай баня (Кюстендил)
Алай баня (Войнишката баня) е обществена баня в град Кюстендил, построена върху основите на късносредновековна турска баня.

## Местоположение, история и архитектурни особености
Намира се в централната част на град Кюстендил, на ул. „Хан Крум“ № 22. Първоначалната турска баня е частично разрушена след Освобождението, и е възстановена през 1912 – 1914 г. като неголяма двуетажна сграда с едно отделение. През 1928 г. е модернизирана и преустроена в сегашния си вид. Днес банята включва сауна, басейн за релаксация, масажно отделение и спомагателни съоръжения.